# 아마가사키번
아마가사키 번(일본어: 尼崎藩 아마가사키한[*])은 일본 에도 시대 셋쓰국 가와베군・무코군(武庫郡)・우하라군(菟原郡)・야타베군(八部郡)・아리마군(有馬郡) (지금의 효고현 아마가사키시・니시노미야시・아시야시・고베시 동부・이타미시・다카라즈카시・가와니시시・이나가와정 일대) 등을 지배했던 번이다. 번청은 아마가사키 성(지금의 효고현 아마가사키시)이다.

## 번의 역사
도요토미 히데요시의 가신으로써 사관했던 다케베 가문(建部氏)는 에도 시대에 들어서도 줄곧 아마가사키 군다이(尼崎郡代)로써 7백 석의 소령을 지배하고 있었다. 당시의 당주였던 다케베 마사나가는 겐나 원년(1615년) 오사카 전투에서 전공을 거두었다. 이 전공으로 일약 가와베 군・니시나리 군(西成郡) 내의 1만 석의 소령을 지배하는 다이묘가 되면서 아마가사키 번이 세워졌다. 겐나 3년(1617년), 하리마국 하야시다 번으로 전봉되었다.
그해 도쿠가와 가문(徳川氏)의 후다이 다이묘인 도다 우지카네가 5만 석을 받고 오미국 제제번에서 아마가사키 번으로 전봉되었다. 이 당시의 아마가사키 번은 가와베 군・무코 군(武庫郡)・우하라 군(菟原郡)・야타베 군(八部郡)의 대부분을 지배했다. 우지카네는 간에이 12년(1635년) 미노국 오가키번으로 전봉되었다.
아오야마 요시나리가 도토미국 가케가와번으로부터 들어와서 도다 가문(戸田氏)의 체제를 이어받았다. 이때 새로 개간한 농지 4천 석이 추가되어 5만 4천 석이 되었으나, 초대 번주 요시나리는 분가에 6천 석을 분할해 줄 것을 막부에 요청해 이를 허가받았고, 이에 따라 영지 규모는 4만 8천 석이 되었다. 4대 번주 아오야마 요시히데는 쇼토쿠 원년(1711년) 시나노국 이야마 번으로 전봉되었다. 이 기간 동안의 아마가사키 번은 비교적 유복한 편이었다.
마쓰다이라 다다타카가 도토미 국 가케가와 번으로부터 들어와서 아오야마 가문(青山氏)의 체제를 이어받았다. 하지만, 무코 군・우하라 군・야타베 군 내의 도합 26개 촌이 막부에 몰수되면서, 4만 석으로 감봉되었다. 또한 이마즈(今津), 니시미야(西宮), 미카게(御影), 효고(兵庫) 등지의 유복한 36개 촌이 막부에 몰수되었다. 대신 하리마국 각지의 71개 촌이 주어져 고쿠다카는 5천 석이 추가되었으나, 실수입이 격감하면서 번 내 영지가 분단되어 영내의 지배 기능을 상실하게 되었고, 이에 따라 번의 재정은 점점 기울어져 갔다.
게이오 4년(1868년) 1월, 조정에 공순의 뜻을 밝혀 영지가 안도되었고, 그해 2월에는 신정부의 지시로 「사쿠라이(桜井)」로 성을 바꾸었다. 메이지 4년(1871년)의 폐번치현으로 아마가사키 현이 되었고, 이듬해 효고현으로 편입되었다. 최후의 번주 마쓰다이라 다다오키는 세이난 전쟁 당시 박애사(博愛社, 훗날의 일본 적십자사)의 설립자 중의 한 사람이었다.

## 역대 번주
다케베 가문
1. 다케베 마사나가(建部政長) 재위 1615년 ~ 1617년

다메 도다 가문
1. 도다 우지카네(戸田氏鉄) 재위 1617년 ~ 1635년

아오야마 가문
1. 아오야마 요시나리(青山幸成) 재위 1635년 ~ 1643년
2. 아오야마 요시토시(青山幸利) 재위 1643년 ~ 1684년
3. 아오야마 요시마사(青山幸督) 재위 1684년 ~ 1710년
4. 아오야마 요시히데(青山幸秀) 재위 1710년 ~ 1711년

사쿠라이 마쓰다이라 가문
1. 마쓰다이라 다다타카(松平忠喬) 재위 1711년 ~ 1751년
2. 마쓰다이라 다다아키라(松平忠名) 재위 1751년 ~ 1766년
3. 마쓰다이라 다다쓰구(松平忠告) 재위 1767년 ~ 1805년
4. 마쓰다이라 다다토미(松平忠宝) 재위 1806년 ~ 1813년
5. 마쓰다이라 다다노리(松平忠誨) 재위 1813년 ~ 1829년
6. 마쓰다이라 다다나카(松平忠栄) 재위 1829년 ~ 1861년
7. 마쓰다이라 다다오키(松平忠興) 재위 1861년 ~ 1871년

## 같이 보기
- 폐번치현